# Georg Ernst Wedel Jarlsberg
 Der er flere personer med dette navn, se Georg Ernst Wedel Jarlsberg (baron).
Georg Ernst greve Wedel Jarlsberg (født 23. maj 1666 i Butow i Neumark, død 30. januar 1717 i Bremen) var en dansk diplomat og guvernør, bror til Erhard Wedel Jarlsberg. 

## Karriere
Han var søn af grev Gustav Wilhelm Wedel Jarlsberg. 17 år gammel rejste han udenlands til England, Frankrig og Italien uden hovmester og fik, hjemvendt til Danmark, 1687 kammerherrenøglen med en årlig pension af 2000 rigsdaler. 20. februar 1694 (ankom juni) sendtes han som envoyé extraordinaire til kejserhoffet i Wien, men blev 28. december året efter rappelleret, udnævntes til gehejmeråd og fik 1698 Det hvide Bånd (symbolum: Fidele et constant). 1697 blev han beskikket til overlanddrost i Oldenborg og Delmenhorst og 1703 til guvernør i grevskaberne. Han var 1708-14 på ophold i Utrecht, angiveligt for helbredets skyld, for Wedel var fysisk meget svagelig og plaget af gigt. Han døde før faderen, uden at komme i besiddelse af Grevskabet Jarlsberg, 30. januar 1717 i Bremen og blev begravet i byen Oldenburg.

## Ægteskab og børn
Wedel havde 2. april 1699 ægtet Wilhelmine Juliane komtesse von Aldenburg (4. maj 1665 i Oldenburg - 18. november 1746 i Bremen), datter af Anton rigsgreve von Aldenburg. Børn:
1. Maria komtesse Wedel Jarlsberg (30. december 1690 på Evenburg - 12. marts 1740 i Celle)
2. Christian Gustav greve Wedel Jarlsberg (1692-1712)
3. Frederik Anton lensgreve Wedel Jarlsberg (1694-1738)
4. Erhard baron Wedel-Jarlsberg (19. august 1696 på Schloss Evenburg - 13. november 1696 sammesteds)
5. Georg Ernst baron Wedel Jarlsberg (1699-1757)